# هو هو
هو هو هو لفظ مركب جعل اسما فعرف باللام والمراد به الاتحاد في الذات أي الصدق وهو الحمل الإيجابي بالمواطأة. وقد يراد به الاتحاد في المفهوم. وقيل ‍هو هو‍‍ معناه أن يكون للشيئين وحده من وجه.